# تماضر بنت الأصبغ
تُمَاضِر بنت الأَصْبَغ بن عَمْرو بن ثَعْلبة بن حصْن بن ضَمْضَم بن عَدِيّ بن جناب بن هُبَل من كلب الكلبية القُضَاعية، وقيل هي تماضر بنت زبان بن الأصبغ، هي ابنة الأَصْبَغ بن عَمْرو ملك بني كلب، وأمها جويرية بنت وبرة بن رومانس، من بني كنانة. وهي أول كلبية يتزوجها قرشي، حيث تزوجها عبد الرحمن بن عوف بأمر من النبي، وأنجبت له أبي سلمة، طلقها قبل وفاته، ثم تزوجها الزبير بن العوام وطلقها بعد سبع ليالٍ.

## زواجها بعبد الرحمن بن عوف
في غزوة دومة الجندل عام 5 هـ؛ بعث النبي عبد الرحمن بن عوف إلى دومة الجندل ليقاتل بني كلب بعدما فروا من المواجهة، وأمره أن يتزوج ابنة ملكهم إذا فتح الله عليه، فقال له: 
| تماضر بنت الأصبغ | هكذا فاعتم يا ابْن عوف اغد باسم اللَّه، فجاهد فِي سبيل اللَّه تقاتل من كفر بالله، إِذَا لقيت شرفا فكبر، وإذا ظهرت فهلل، وإذا هبطت فاحمد واستغفر، وأكثر من ذكري عسى أن يفتح بين يديك، فإن فتح عَلَى يديك فتزوج بنت ملكهم | تماضر بنت الأصبغ |

وكان الأصبغ بْن ثعلبة ملكهم، فتزوج عبد الرحمن ابنته تماضر، ثم قدم بها المدينة، فكانت أول كلبية يتزوجها قرشي، وأنجب منها الفقيه أبي سلمة بن عبد الرحمن بن عوف، وكان عبد الرحمن بن عوف إذا سألته امرأة أن يطلقها طلّقها، فلما مرض قبل وفاته أرسلت إِلَيْهِ تماضر تسأل طلاقها، «فَقَالَ للرسولة: قولي لها : إِذَا حضت ، فلتؤذني فحاضت ، فأرسلت إِلَيْهِ ، فَقَالَ للرسولة : قولي لها : إِذَا طهرت فلتؤذني ، فطهرت فأرسلت إِلَيْهِ فِي مرضه ، فَقَالَ : وأيضا وغضب ، فَقَالَ : هِيَ طالق ألبتة لا أرجع لها»، ثم مات بعد ذلك بقليل، وكان موت عبد الرحمن في شهور عدتها، فورّثها عثمان بن عفان منه، ورُوى أن نصيبها كان ثمانين ألفًا .

## زواجها من الزبير بن العوام
تزوّج الزبير بن العوام تماضر بنت الأصبغ الكلبيّة بعد عبد الرحمن بن عوف فلم تلبث عنده إلاّ سبع ليالٍ حتى طلّقها، فكانت تقول للنساء: «إذا تزوجت إحداكن فلا يغرنك السبع بعد ما صنع بي الزبير».